# Roupala nitida
Roupala nitida là một loài thực vật có hoa trong họ Quắn hoa. Loài này được Rudge miêu tả khoa học đầu tiên năm 1805.